# St. Bartholomäus (Zell)

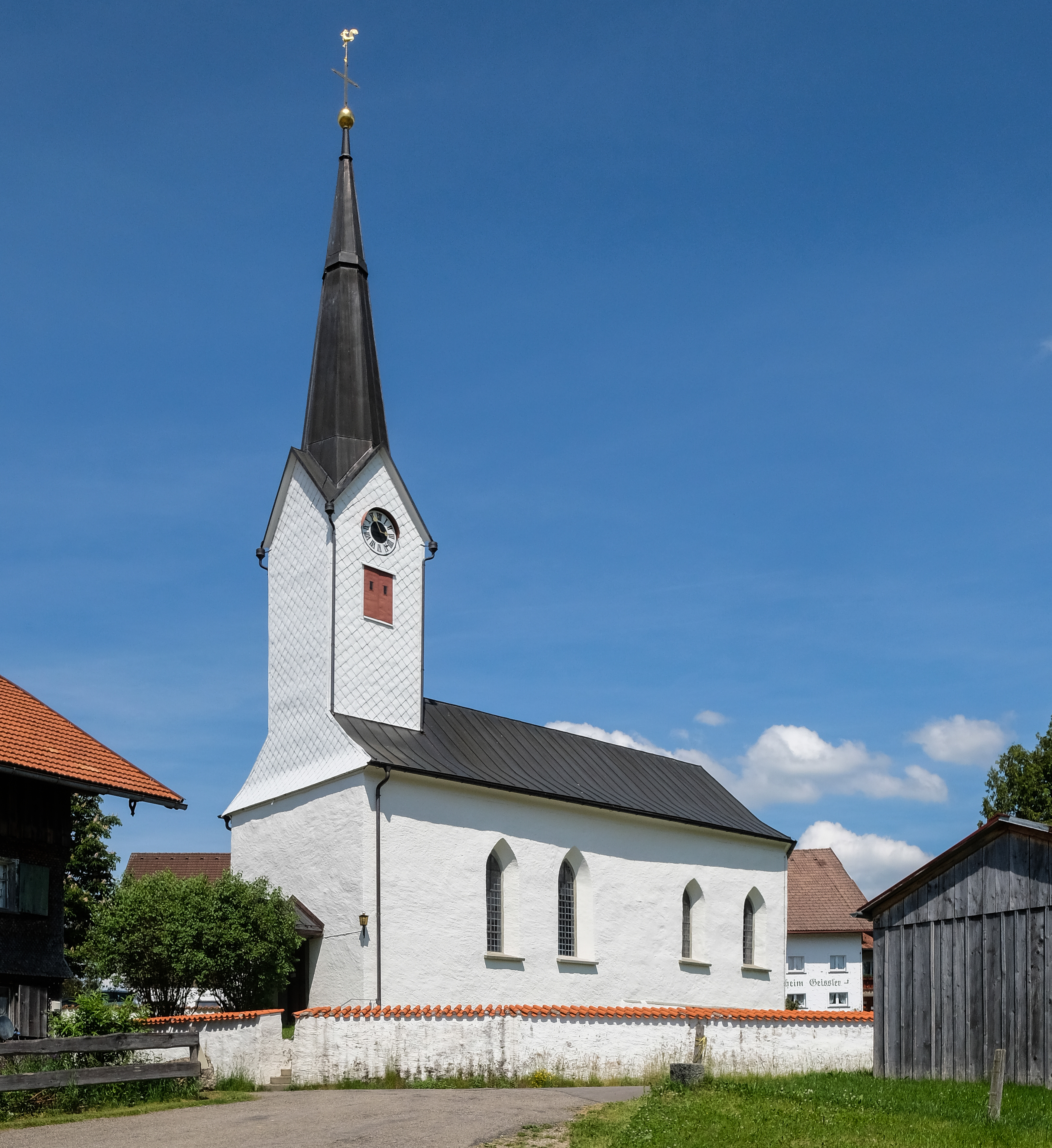
St. Bartholomäus in Zell

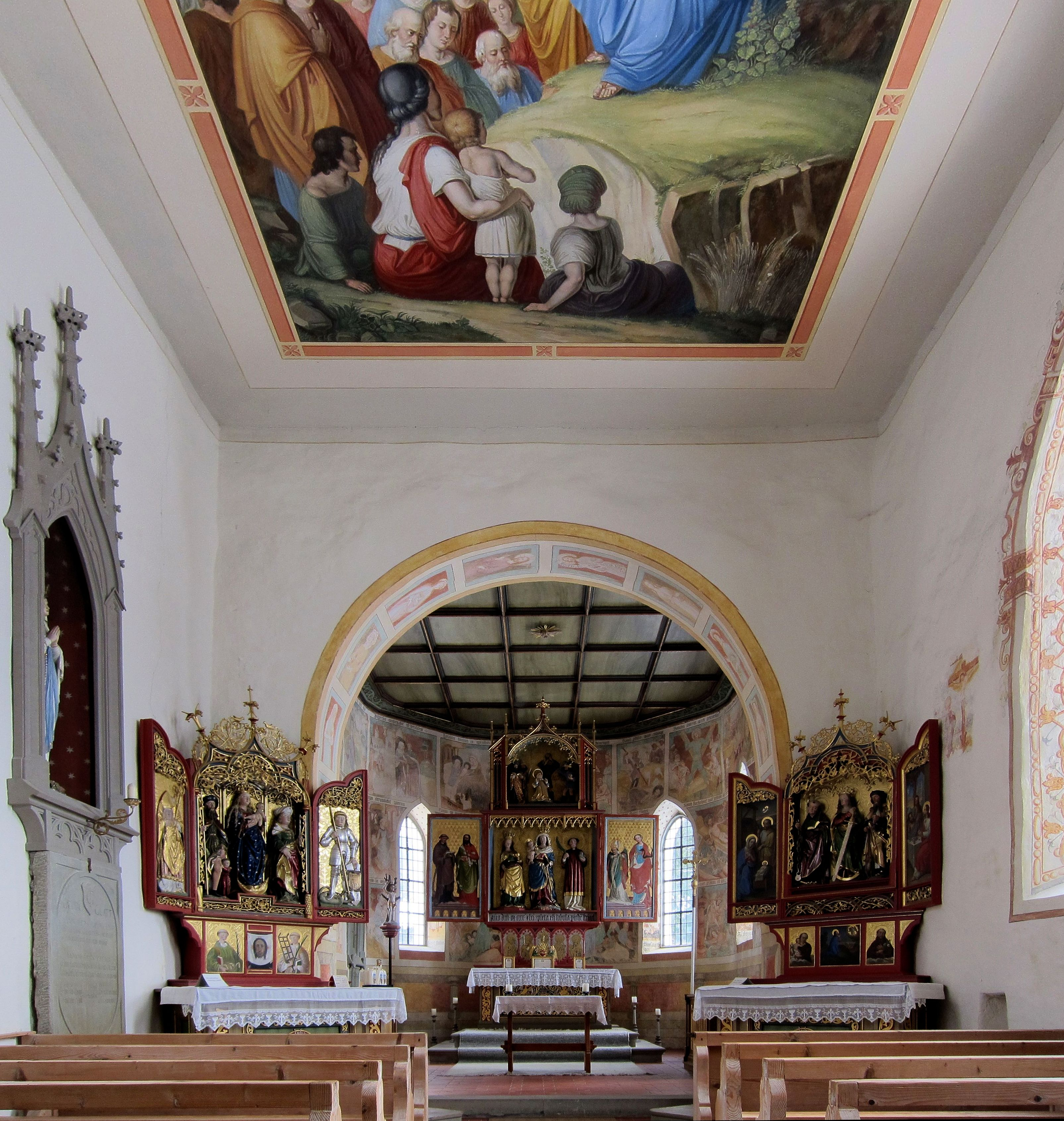
Innenraum

Die römisch-katholische Filialkirche St. Bartholomäus steht in Zell, einem Gemeindeteil von Oberstaufen im schwäbischen Landkreis Oberallgäu von Bayern. Das Bauwerk ist in der Liste der Baudenkmäler in Oberstaufen als Baudenkmal unter der Nr. D-7-80-132-130 eingetragen.

## Beschreibung
Das Langhaus der Saalkirche wurde um 1440 vor dem Bau des dreiseitig geschlossenen Chors nach Osten verlängert. Aus dem Satteldach des Langhauses erhebt sich im Westen ein Dachreiter, der mit einem spitzen Helm bedeckt ist. 
Der Innenraum des Langhauses wurde 1840 mit einer Flachdecke überspannt, die des Chors wurde 1898 erneuert. Die Wandmalereien im Chor werden der Werkstatt von Hans Strigel dem Älteren zugeschrieben. Sie wurden 1883 freigelegt und 1895/96 durch Bonifaz Locher restauriert. Das Fresko im Langhaus hat 1863 Ludwig Caspar Weiß gestaltet. Der 1442 gebaute Hochaltar, ein Flügelaltar stammt von Hans Strigel dem Älteren. Auch die beiden Seitenaltäre, die den Chorbogen flankieren, sind Flügelaltäre.